# Saint-Pierre-de-Chérennes
Saint-Pierre-de-Chérennes is een gemeente in het Franse departement Isère (regio Auvergne-Rhône-Alpes) en telt 355 inwoners (1999). De plaats maakt deel uit van het arrondissement Grenoble.

## Geografie
De oppervlakte van Saint-Pierre-de-Chérennes bedraagt 12,1 km², de bevolkingsdichtheid is 29,3 inwoners per km².
De onderstaande kaart toont de ligging van Saint-Pierre-de-Chérennes met de belangrijkste infrastructuur en aangrenzende gemeenten.

## Demografie
Onderstaande figuur toont het verloop van het inwonertal (bron: INSEE-tellingen).